# 砂の栄冠
『砂の栄冠』（すなのえいかん）は、三田紀房による日本の漫画作品。『週刊ヤングマガジン』（講談社）にて2010年30号から2015年37・38合併号まで連載された。

## 概要
三田紀房による『甲子園へ行こう!』以来の長編野球漫画。
高校野球と金（かね）がテーマになっており、一般的な野球漫画と比べてブラックな要素が散見される。
また、高校野球を単なる学生スポーツとしてでなく「興行」であることを強調しており、野球部員たちが「さわやかな高校球児」を演じることにより試合を有利に進めようとする様が描かれている。
本作品の舞台は、選抜高校野球大会に過去2度出場した進学校である群馬県立高崎高校がモデルとなっている。
2014年にムービーコミック化されUULAにて配信された（詳細は#ムービーコミックの節を参照）。

## あらすじ
学校創立100周年を迎えた年、樫野高校野球部は夏の県大会決勝まで勝ち進むも逆転負けを許し、あと一歩で甲子園出場を逃した。
特別支援が打ち切られチーム力も落ち、樫野野球部は並のチームに戻ってしまったが、野球部のファンである老人のトクさんは新チームのキャプテンとなった七嶋裕之に現金1000万円を託し、七嶋は再び甲子園出場を目指すこととなる。全国レベルのチームの実力を学ぶために甲子園球場へ行った七嶋は、高校野球マニアの滝本や小林と出会い、甲子園での戦い方を教わる。
秋の県大会では初戦から僅少差で勝ち上がり準優勝。続く関東大会は1回戦敗退ながら、後の優勝校相手に延長戦までもつれ込む善戦が認められ、樫野高校は21世紀枠でのセンバツ出場を果たす。そして甲子園でも七嶋の奮闘で優勝候補チームやダークホース相手に勝ち進み、チームは四強入りを成し遂げ、七嶋はこの大会のスターのひとりとなった。
しかしその後、センバツ4強であることに過剰な自信を持つ者や、高校野球選手として燃え尽きたかのような者が多く現れた。春の県大会はまさかの1回戦敗退、センバツでの活躍が認められ推薦出場した関東大会も同じく1回戦敗退。これをきっかけに、郡を中心に伸び伸びと部活をしようとする派閥「細眉派」と、七嶋を中心に厳しい練習を積んで試合に勝つことを目指す派閥「太眉派」とに分裂し対立、「第一次眉毛戦争」が勃発してしまった。
チーム内不和を抱えたまま迎えた夏の県大会。初戦はあわやコールド負けなど不安はあったが七嶋のふんばりでなんとか勝ち進むも決勝前日にトクさんが死去。決勝戦は七嶋が乱調ながらも立て直し逆転勝利。樫野高校野球部は初めて夏の甲子園出場を果たした。
甲子園では2回戦沖縄南洋に勝利、3回戦ではかつてのコーチであるノックマン率いる下五島にサヨナラ勝ち、準々決勝では錦道に序盤大量失点するも、終盤に連打で大量得点し逆転勝ち。準決勝では160キロ右腕の大月翔馬擁する花湧東と対戦。試合は投手戦になり、延長戦の末七嶋のホームランで勝ち越し樫野は決勝進出を決めた。
大会を準優勝で終え埼玉に帰ってきて間もないある日の早朝、七嶋と遠藤はかつて1000万円を埋めた場所に甲子園出場記念品や1000万円を使った領収書などを収め、甲子園の砂をかぶせてグラウンドに埋めその場を後にするところで終わる。
作者の後書きよるとその後七嶋はドラフト会議の前に体を動かしており、郡は慶応大に推薦が決まり、他３年は受験に向け勉強中、監督のガーソは完全に調子こいてるとのこと。

## 登場人物

### 樫野高校
読み方は「かしの」。埼玉の県立高校。歴史のある学校だが進学校であり、スポーツに特別力を入れている訳ではない。 
夏の大会で決勝まで戦った野球部のメンバーは、学校設立100周年と記念となる年に甲子園出場を果たすことを目指し特別に集められた3年生中心であり、秋からのチームの戦力は唯一のスタメンだった七嶋以外相当落ちてしまう状況だった。

#### 部員
七嶋裕之（ななしま ひろゆき）：声：沢城千春
両投右打。投手、遊撃手。4番。180cm76kg。背番号1。3年生。秋から年度いっぱいまでの主将。
今作品の主人公。周りからは「ナナ」、遠藤からは「ヒロ」と呼ばれる。
最速150km/hのストレートやキレのいいスライダーを武器にしている。打者の胸元を徹底的につく抜群のコントロールと度胸があり、走者への牽制も猛練習の成果で巧みである。心肺能力が高くスタミナも抜群。関節が柔らかく、解説者から褒められるほどの投球フォームである。打者としては冷静な読みと鋭いスイングで勝負強く、足も速い。また遊撃手をやった経験から守備範囲が広く、フィールディングは高校生離れした上手さである。プロのスカウト達から「投手ならば15勝以上出来るエース、打者ならば3割30本が狙える守備も上手い大型内野手になれる」逸材として注目されている。
小学生の頃は水泳でジュニアオリンピックに出た事があり、柔軟性や心肺能力はその頃鍛えられた。野球は試合のときだけ出てきては大活躍をするという具合だった。両親の離婚により中学入学時は半ばグレていたが、先輩である中村優樹とその父の熱心な誘いと指導によりさらに野球の腕が上がった。甲子園出場のプレッシャーのかかる樫野高校に進むことを嫌がっていたが、優樹の誘いがあって入学することとなった。
力の落ちる新チームの主将に就くにあたって、そこそこ勝ってチームのみんなをある程度納得させられれば充分と考えていたが、トクさんから1000万円を託されたことや甲子園球場で滝本らに会ったことにより、本気で甲子園出場を目指すことを決意する。
誰もが認めるような主将であることを高校野球生活が終わるまで貫くと自分に課している。曽我部が無策な一方で、相手チームの特徴を掴み対策を練り、ナインに作戦を指示する。
また、樫野高校野球部が高校野球ファンに愛されるよう常に全力疾走を心がけ、挨拶もはっきりと発声し、部員全員で礼儀正しく振舞うようにしている。
理想的な主将として振舞っているが、昔から付き合いのある遠藤によると元々はひねくれている、ジコチュー、協調性ゼロ、野球を取ったら空っぽであるとのこと。
秋季大会後に身体の左右バランスをよくすることを目的に左腕でも投球練習を始めた。球速は遅くても出所が見えづらく打ちにくい投球が出来るようになり、左投げを本格的なものとしようと考えるようになった。そして、センバツ準々決勝でのアクシデントにより準決勝では左投げを実戦で披露。直後に実戦での左投げは封印すると公言したが、夏の甲子園で自身の成長を見せるため再び用いる。そちらはストレートで140km/h前後を計測し、チェンジアップやスライダーも投げれるため、甲子園直前の雑誌では花湧東の大月や東国の才賀と共に「高校ビッグスリー」と評されている。
準優勝後は指名届を提出し、ドラフト前に練習に取り組んでいる。
名前の由来は、中島裕之。
後藤久佳（ごとう ひさよし）
右投右打、捕手　6番。176cm78kg。3年生。背番号2。
通称「ゴン」。キャッチングが下手で、打撃は穴が多く鈍足。ピンチになるとパニックを起こしリードが出来なくなってしまうという具合だった。
他に捕手がいないため七嶋が育てることになる。秋の県大会までは完全に七嶋頼りであったが、関東大会の東横浜戦で七嶋から全面的にリードを任された事により成長が始まる。
センバツ後は体が言う事を聞かず調子が落ちそれを隠すため眉毛をいじり細眉派となり、七嶋がダッチとバッテリーを組もうとしたため溝が生じるが、かつて自分をリードしてくれた七嶋には恩を感じており、夏季大会決勝で調子を崩す七嶋を責めたグンには言い返している。ダイビングキャッチによって肩を負傷してダッチに後を託したが、それが七嶋を立ち直らせるキッカケとなった。甲子園では田中に代わり控えに入る。
鈴木康貴（すずき やすたか）
右投左打、一塁手　5番（センバツ）→7番（夏大会）。172cm64kg。3年生。背番号3。
通称「ズッキ」。成績は5位以内に入るなど優秀だが基本的に無口。たまに喋る時は意味不明なことを話す。守備は良い方だが打撃は七嶋曰く考えすぎるところがあり成績はイマイチだが、練習試合で代打二塁打を打ち、打撃センスの良さを常翔学院の木槌監督に褒められたことがある。
センバツではノーヒット、夏の県大会では1割5分と今一つだったが決勝ではチャンスの場面では逆に開き直ってヒットを放ち、甲子園では七嶋に次ぐヒット数を出した。
卒業後は新潟大学の医学部に進学予定らしく、模試の成績はA判定。
郡健太郎（こおり けんたろう）
右投左打、三塁手　3番。176cm69kg。3年生。背番号5。
通称「グン」。七嶋、田中と同じく1年からベンチ入りしている。シニア出身で野球センスはあるが、練習は手抜き。入部早々に遠藤に告白して振られた。また試合中に身の丈以上のプレーをしたりと軽率な部分もあった。「大舞台に強い男」と自称しており、センバツでは打撃面で活躍した。先輩の中村に続いて慶応大学へ推薦入学することを目指している。
七嶋ばかりが人望を集めているのを曽我部が嫌ったために、センバツ後に新たに主将を任された。しかし夏にかける熱意を失っており、眉を細くしてチームに弛緩した空気を持ち込み、七嶋を中心に熱心に取り組んでいる連中に水を差して対立する。夏の県大会1回戦でサヨナラ打を放ったが、甲子園では選抜と違い大ブレーキがかかっており絶不調な状態。
甲子園準優勝後は慶応大に推薦進学が決まった。
藤原大樹（ふじわら だいき）
左投左打、右翼手　2番。174cm67kg。3年生。背番号9。
通称「カマタリ」。足は速いがなぜかベースランニングは遅い。守備に不安がある。包茎に悩んでいたが、夏休み中に手術を受けて解決した。
試合中は打席では気合の声を出すことが多い。3年目は中村に代わり控えに。
黄川田寛永（きがわだ ひろなが）
右投右打、左翼手　7番（センバツ）→9番（甲子園）。173cm64kg。3年生。背番号7→14。
通称「ガンネン」。守る所が他にない典型的「でもしかレフト」。実家は厳念寺という寺で、特技は般若心経。
田中に代わり控えになり、3年の夏大会決勝では試合途中で田中がキャッチャーに入ったので夏大会初出場。父親がお経を唱えて応援し、凡退になるものの1点差とし、チームにようやく役に立てたと涙を流した。甲子園では9番レフトでスタメン。
田中大地（たなか だいち）
右投右打、内野手、左翼手、捕手。6番（夏大会から）。178cm76kg。3年生。背番号13→7。
通称「ダッチ」。センバツの帝城戦序盤に、バントを失敗した黄川田に代わって出場。1年からベンチ入りするなど以前から七嶋に評価される選手だったが、冬まで長い間腰を痛めており出場機会は無く、ノックマンの練習も受けることができなかった。本職でないレフトを守ることになったことで、初めての守備機会では風に流されたフライを落としてしまったが、強肩で二塁を狙った打者走者を刺している。七嶋の頼みで3年春からは捕手の練習を開始した。高1の頃は中村とバッテリーを組んだことがありリトル時代は捕手向きと呼ばれていたが股関節が硬く腰に負担がかかるため、マッサージ費用を出すと七嶋に勧められるまで避けていた。
夏大会は黄川田に代わりレフトのレギュラー、夏の甲子園では正捕手になり、バッテリーを組むなど活躍している。
安丸将太（やすまる しょうた）
右投右打、遊撃手。3年生。背番号16。
通称「マル」。1年秋からベンチ入りしていたが3年目の夏まで骨折、脱臼など不運な怪我に見舞われ続けており、春のセンバツは怪我でベンチ入りできずブラパンでのファールボールを取る係だった。3年時から東北遠征などで結果を出し、中村から稲山よりも守備が良いと評されているが、曽我部の負けた時の言い訳のために控えに回っていた。
最後の夏ようやくベンチ入りし初めて試合に出たのは3年夏の県大会1回戦で七嶋の要望で代打出場し、稲山に代わり執念で打線を繋いだ。その後の県大会決勝、甲子園では稲山に代わり8番ショートでスタメンを務める。
清水優希（しみず ゆうき）
右投右打、二塁手　9番→2番。162cm52kg。2年生。背番号4。
通称「ユウ」。真面目で練習熱心だが体力不足。口うるさい母親が度々小沢部長に文句を言っている。守備ではタイムリーエラーが非常に多かった。 チームの足を引っ張ってばかりでなんとか役に立ちたいという気持ちは持っており、非力ながらも打撃では粘り強い。夏大会では2番を務める。
稲山準弥（いなやま じゅんや）
右投右打、遊撃手　8番。168cm61kg。2年生。背番号6。
通称「イナ」。霊感があると言って部室に入りたがらず、外で着替えを行っているため、他の部活（特に女子部員）から苦情を受けているらしい。
打球の処理は並だが送球が滅茶苦茶。センバツ以降調子を落としており、夏の甲子園では控えに。
志熊遼平（しぐま りょうへい）
右投右打、中堅手　1番。167cm62kg。2年生。背番号8。
通称「グマ」。体はできていないが俊足強肩。外野守備で唯一七嶋から信頼されている。中学までは体操部と掛け持ちをしており、屈伸2回宙返りができる。集中することが得意。
七嶋のホームラン以外には、志熊が出塁して七嶋が返すという形しか樫野高校の得点パターンがなかった。ノックマンの指導で送球にも磨きがかかった。
小泉洋嗣（こいずみ ひろつぐ）
右投右打、捕手。172cm65kg。1年生。背番号12。
試合経験は少ないが、曽我部が気まぐれを起こした際に後藤に代わって急遽出場することがある。当初は緊張からまともな守備ができなかった。メンタル面が弱く、キャッチングやインサイドワークに難がある。しかし打撃は非力ながらバットコントロールが上手く、正捕手である後藤に負けていない。あだ名は無く、「コイズミ」と呼ばれている。
金子健介（かねこ けんすけ）
左投左打、投手。172cm63kg。3年生。背番号10。
通称「ケンケン」。球速は120キロほど。実戦経験が少ないながらも、七嶋がケガを負ったためセンバツ準決勝での先発を任された。重圧により、アウトをとるどころかストライクゾーンに投げることもできずに6者連続四球、3連続押し出しで降板となった。七嶋の助言を受けて投球スタイルを変え、後の春季県大会では好投した。夏大会は伊藤と共に自分からブルペンに行き、七嶋を助けようとするなど成長した面を見せた。
伊藤初彦（いとう はつひこ）
右投右打、投手。166cm60kg。2年生。背番号11。
通称「パピコ」または「パピ」。七嶋の実力や曽我部の選手起用の方針により、金子と同様に実戦経験が少ない。センバツ準決勝で金子の後を受けて急遽登板。ストライクは入るも、ことごとく適時打を浴びて降板した。
中村豪史（なかむら たけし）
右投右打、右翼手、投手、5番（夏大会）。178cm86kg。1年生。背番号15。
中村優樹の3学年下の弟。部員からは「豪史」と呼ばれている。兄よりもかなりの大柄で入学後の練習開始早々からフリーバッティングで柵越えを連発したり、140km/hを超えるストレートを投げたりして実力の高さを示した。どんな状況でも動じない図太い神経（というか何も考えていない）も有しており、将来性を見て取った七嶋から目をかけられている。
各地の野球名門校からも注目されていたが、父隆之は自分の目の届かないところにいると成長しにくいと考えて樫野へ進学させた。1年ながら背番号15ながら5番ライトでスタメン入りし、1回戦ではコールド直前で起死回生となる2ランホームランを放つ（本人はコールド負けを知らなかった）など、七嶋に劣らずの活躍している。
加藤機一郎（かとう きいちろう）
168cm54kg。
通称「カトキチ」。1年生の秋に肩を故障して以降、裏方に徹し他校のデータ収集や分析に回っている。その他に腕利きの整体師を紹介したりと七嶋をサポートする。秋の関東大会前には、衛星放送チャンネルで数年分の試合を視聴し東横浜負けパターンを分析した。
七嶋のアドバイスを受け、ベンチでは学帽を被ってスコアラーを務める。父親は県庁勤め。

#### マネージャー
遠藤蘭（えんどう らん）：声：七瀬亜深
マネージャー。七嶋とは幼稚園からの幼馴染みである。実家はお好み焼き屋を営む。秋季県大会後、雨の夜に学校へ向かう七嶋を目撃し後を追っていったところ、札束を入れてある箱をグラウンドから掘り起こしている場面を見ることとなり、「1000万円」の秘密を知った。「伝説のノックマン」を雇うため、1ヶ月100万円の料金にもたじろがず、躊躇する七嶋を説得し3ヶ月分を前払いして雇う事を進言。金扱いの度胸があるとノックマンに評された。
センバツ出場が決まるもトクさんが交通事故に巻き込まれ入院すると、埼玉に留まり病院で面倒を見るため付き添った。
野球狂の父親が「ヒットエンドラン」にちなんで彼女を名付けた。
平井智恵子（ひらい ちえこ）
マネージャー。無表情だが荒川の言動に対して困惑したり苛立ったりすることがしばしばある。
荒川千晶（あらかわ ちあき）
マネージャー。夏の大会後、野球部にマネージャーとして入部。事あるごとに七嶋に近付こうとする肉食系女子である。先輩からの指示に生返事をしたり、七嶋の活躍を見てはしゃいだりするなど軽薄な面が目立つが、センバツ以降はマネージャーとしての自負を持つようになる。父親は県立病院の整形外科医。

#### 指導陣
曽我部公俊（そがべ きみとし）
監督。56歳。関東体育大学出身。
樫野高校野球部における最大の問題点とされる。トクさんも野球部強化を考えるにあたって「あの人こそダメ」と述べており、部員たちからも陰で「ガーソ」と呼ばれている。妻子持ち。趣味は携帯の麻雀ゲーム。
県立校野球部の監督として甲子園に春1回、夏2回甲子園出場経験があり「埼玉の名伯楽」と評されているが、実情は当時のチームに卒業後プロ入りした4番でエースの優秀な選手が偶然いたり、前任の監督が鍛えた強力チームに運良く転勤で赴任しただけのことであり、しかも最近のものでも15年前の話である。甲子園においては3度とも初戦敗退であった。樫野高校の夏の県大会準優勝の成績も同様に、3年生をはじめとする優秀な選手たちの力によるものである。
夏の大会で甲子園出場を逃した直後に他校への転勤願を出していたが、センバツ出場見込みが濃厚になったことで転勤願を取り下げた。
決まりきった采配しかせず、リスクを負うことを嫌う「動かれへん人」であるが、有名監督や強豪チームと対峙するときには対抗心を燃やして突拍子もない采配をすることが多々あり、チームを混乱させてしまう。七嶋らの努力で勝ちを得ても、それを自分の采配によるものだと試合終了後のインタビューで語る。なおかつ七嶋の力投を記者に聞かれても賞賛せずに素っ気無く応じ、自分でなく七嶋を褒めようとするマスコミ相手に不機嫌さを示したりする大人気ない面がある。部員たちからはもとより一部の部外者からも指導者として優秀ではないことを見抜かれている。夏大会では七嶋に無視されたり、勝手に采配をされるなど部員や部長に扱い方に慣れられている。甲子園でも名誉を掴み、講演活動をしたり本を執筆したりしようと考えている。
中村隆之（なかむら たかゆき）
コーチ。優樹と豪史の父。
曽我部が忙しくなったことで、三年目の夏から豪史の入部と同時期にコーチに就いた。曽我部の指導や采配を評価しておらず、言葉巧みに曽我部を操ることでチームを少しでも良い方へ導こうと動いている。
小沢智宏（おざわ ともひろ）
部長。
OB会や後援会、曽我部との間で波風をたてずに何とかやりくりをしようとしている。面倒なことは他人にすぐ押し付ける曽我部の事は以前から嫌っている。反対に七嶋の試合に勝つための考えは尊重して協力してくれる理解者でもある。

#### 樫野高校関係者
トクさん
樫野高校の近く住んでいる老人で、樫野野球部のファン。毎日のように飼い犬のタローを連れて練習の見学に来ている。30年ぐらいグラウンドに顔を出していると伝えられているが、本名は知られていない。家族はいるが一人暮らしの模様。
夏の大会の敗戦後、野球部の後押しができたはずだったと悔いて、七嶋に現金1000万円を託す。校長、ＯＢ会会長、監督を信用できない人物だと判断し、部内で唯一信頼できると判断した七嶋へ秘密裏に渡した。その一方で、七嶋に重圧をかけてしまったことを気にしている。
センバツ直前に交通事故に遭い入院。病室のテレビの前で樫野野球部を応援することとなった。
七嶋にとってトクさんを甲子園に連れて行く最後のチャンスとなる夏季県大会決勝の前日に心臓病の悪化で倒れ、そのまま亡くなってしまう。七嶋の母と遠藤の両親は誰にも漏らすまいとしていたが七嶋と遠藤の知るところとなってしまい、２人は大ショックを受けてしまった。
七嶋和子（ななしま かずこ）
七嶋裕之の母親。
県立病院の看護師として日勤も夜勤もこなしながら、息子が主将を務めていたときは樫野野球部父母会の会長となっていた。七嶋が小学6年の時に夫と離婚し母一人子一人で暮らしてきた。学生時代は陸上部で短距離走の選手だった模様。
　息子が元々主将向きでないと知っているため心配していたが、トクさんのおかげで自覚が出来て頑張る事が出来たと理解し感謝している。七嶋がドラフト候補と騒がれても浮付くことがなく、七嶋の活躍で樫野が勝ち進んでも鼻を高くしたりもしない。逆にエラーしたり活躍できなかった選手の親をいつも励ましている。
遠藤哲哉（えんどう てつや）
遠藤蘭の父親。
家族でお好み焼き屋を営んでいる。七嶋を幼い頃から「将来のドラフト候補」と見ており、度々娘と彼をくっつけようと画策しているため、荒川の母親と火花を散らすこともある。野球部に対する理解者でもあり、息子が主将を降ろされてから敵の多い七嶋和子を気にかけたり、不満ばかりを言うOB会にも怒りをあらわにしたりしている。
「ヒットエンドラン」に因んで娘を「蘭」と名付けた。
荒川の両親
荒川千晶の両親。
父親は七嶋和子が勤務する病院の外科医だが、妻曰く「学生時代はガリ勉で将来性のない男だった」とのこと。母親はいかにもセレブといった格好で、彼女の性格は娘に強く引き継がれている。
中村優樹（なかむら まさき）
隆之の息子で豪史の兄。七嶋より1学年上の先輩。エース投手で4番打者だった。
甲子園出場の期待がかかる最後の夏の大会では、「エースに投げさせておけば問題ない」「控え投手を使って負けたら責任を問われる」という曽我部の考えによって、県大会決勝までを1人だけで投げ抜くこととなり、決勝戦では肉体的、精神的疲労により勝ちを逃してしまう。
中学時代からの七嶋の先輩であり、周囲からの重圧をひとりで背負う責任感の強さから尊敬され慕われている。
卒業後は慶応大学へ推薦入学した。
唐木慎介（からき しんすけ）
吹奏楽部部長。
七嶋と同級生で中学時代からの友人。樫野高校オリジナルの応援曲「砂の栄冠」を作った。七嶋から作曲を依頼された当初は面倒事として断ったが、個人用のトランペットを用意することを持ちかけられ応じることとなった。
佐藤一敬（さとう かずひろ）
腕利きの整体師。
プロ選手も利用するほどだという噂があり、院内には酸素カプセルを備えている。樫野野球部OB整体師の腕を嫌った七嶋が「1000万円」の一部を使い通うこととなった。
マッサージを施すだけでなく、試合における投手のスタミナ維持方法を教えたり、夏大会直前の調整方法の相談に乗ったりして七嶋を支えた。

### 県内の高校
浦和秀学高校
読み方は「うらわしゅうがく」。通称「浦秀（ウラシュウ）」。七嶋曰く「超巨大目の上のタンコブ」。
男女共学生徒数1400名のマンモス私立校で、部活動に力を入れており生徒の八割が運動部に入っていおり、どの部活においても全国大会の常連という強豪校。夏に全国大会に出る際は大量の垂れ幕が校舎を埋め尽くす。モデルは浦和学院高校。
特に野球部は看板で夏9回、春6回の甲子園出場を誇る。中学の有名選手が集まり、部員数は1、2年生だけで80名を超える。部内競争が激しいため、実力があっても3年間をスタンドでの応援、通称サンバ隊で終える部員も多い。加藤曰く「Bチームでも県大会優勝できる戦力を持つ」。
七嶋2年時の夏大会は勝利して埼玉大会優勝。秋大会は準決勝で樫野に敗北したが、関東大会を勝ち上がりセンバツ出場。眉毛を細くしている部員が多くプレーも積極的に打つ投げる試合運びだったが、センバツでは薩摩示現高校に一回戦負けの有様にモリチュウが活を入れたことで禁止し、さらにプレースタイルを堅実なものへと変えたことにより、直後の春季関東大会では東横に勝利して関東大会優勝。
夏大会は決勝まで6試合中5回コールドをするなど強さを見せつけたが、二年連続の樫野との決勝では慎重なプレイングが逆に樫野を恐れさせずリードを許さない展開になった。
森内 忠博（もりうち ただひろ）
浦和秀学高校野球部監督。
通称「モリチュウ」。夏8回 春5回の甲子園出場を誇る名監督。人脈豊富で全国に顔が利き、残す目標は全国制覇。モデルは森士。
独自の理論での選手育成に定評があり、その指導は厳しい。勝負所でもリスク覚悟の積極的な采配を行う。
浦秀野球部内で流行している極細眉毛を快く思っておらず、「いかにも頭悪そう」と言っている。センバツ1回戦負けで喝を入れ、夏大会は逆に慎重で堅実な采配を振るう。
榎戸 航大（えのきど こうだい）
投手。右投右打、184cm80kg。東京都江戸川区出身。
中学時代は全日本シニアで優勝。入学の際に浦和秀学と東京の強豪の帝城高校との争奪戦があったことは有名。
MAXは148km/h。手が出ないと七嶋が言う程のスライダーをはじめ変化球も多彩。実力は申し分ないが、立ち上がりが悪く、不快な事があると態度に出してしまうメンタルのムラがある。
3年の夏季大会決勝では先発するもこれまでの夏大会の配球はモリチュウの指示で本来の攻めた投球ではなく、丁寧な投球をしていたこともあって序盤から連打を浴びてしまい、本人も内心不満を感じていた。結局4回5失点で降板となり、秋からいまいち伸びなかったとスカウトからの評価も失った。
郷原 剛（ごうはら つよし）
三塁手。右投左打。
入学時に5番に入り2年夏から4番に座るスラッガーでホームラン通算31本。夏の県大会決勝でツーベースを2本、夏の甲子園でレフトスタンドへ1本塁打を記録。七嶋と同学年ながら年齢以上の貫禄を持つ。
葉梨（はなし）
浦秀の控え投手。左投左打。
榎戸には一歩劣るものの、レベルの高い左投手。スリークォーターでキレのある変化球が持ち味。玄人曰く評価は榎戸より上。夏大会決勝では5回からリリーフするが、5失点してしまい逆転を許す。
川越市立工業高校
読み方は「かわごえしりつこうぎょう」。七嶋2年時の秋季地区大会初戦で対決したが敗退。
山崎 翔太（やまざき しょうた）
投手。
持ち球はサイド気味のスライダーと、本人曰く「フォーク」のワンバン球。
所沢南高校
読み方は「ところざわみなみ」。七嶋2年時の秋季地区大会2回戦で対決したが敗退。
春日部第一高校
読み方は「かすかべだいいち」。七嶋2年時の秋季県大会2回戦で対決したが敗退。
鷲峰高校
読み方は「わしみね」。七嶋2年時の秋季県大会3回戦で対決したが敗退。
敬習学園高校
読み方は「けいしゅうがくえん」。七嶋2年時の秋季県大会準々決勝で対決したが敗退。
春日部章英高校
読み方は「かすかべしょうえい」。浦秀に並ぶ私学強豪校。七嶋2年時の秋季県大会決勝で樫野を完封で下して勝利。3年時の夏季大会準決勝でも対決したが、その際は敗退している。モデルは春日部共栄高校。
花坂徳丸高校
読み方は「はなさかとくまる」。春3回 夏2回の甲子園出場経験を持つ共学の私立高校。全体的にスポーツが盛んで、野球部は浦秀に匹敵する県内屈指の強豪校だが、知名度は今ひとつ。粘り強く泥臭いプレースタイルが特徴で、甲子園では歴史的大勝負を演じたことも。七嶋3年時の春季大会初戦で対決しており、それまでの対樫野戦の成績は7戦全勝のほか、春季大会初戦でも燃え尽き症候群の樫野に勝利を収めた。モデルは花咲徳栄高校。
修望学園高校
読み方は「しゅうぼうがくえん」。甲子園には春1回 夏3回の出場経験があり、県内でも力のある高校。七嶋3年時の夏季大会では2回戦で対決したが逆転負けを喫する。モデルは聖望学園高校。
高本幹也（たかもと みきや）
修望学園野球部監督。
関西出身のため関西弁で喋り、周りからは「タカモッチャン」と呼ばれている。「ウチはエース主役全員脇役」という名言を放ったことがある。
樫野との対決ではチームワークの悪さを見抜き、七嶋との勝負を避ける作戦を執る。その際のブーイングには「じゃかましい」と一蹴した。
樫野を7回コールドで下そうとしたが、豪史のツーランで流れが変わり、そのまま押し負けた。試合後は「経験の差が出た」と語った。
飯野（いいの）
投手で修望のエース。
7回まで樫野を無失点で抑えていたが、疲労と豪史のツーランで打ち崩されて逆転負けした。
岩松（いわまつ）
捕手。
深畑青陵高校
読み方は「ふかはたせいりょう」。七嶋3年時の夏季大会3回戦で対決。0-2で敗れる。
昌鳳高校
読み方は「しょうほう」。七嶋3年時の夏季大会4回戦に勝ち上がってくると予想されていた私学強豪校だったが、二郷に敗退した模様。カトキチ曰く「ガラが悪い」。モデルは昌平高校。
二郷高校
読み方は「にさと」。無名の公立高校だが、七嶋3年時の夏季大会では私学強豪の昌鳳に勝利して4回戦で樫野と対決。9回まで食い下がったが、0-1で敗れる。モデルは三郷高校。
武洋高校
読み方は「ぶよう」。七嶋3年時の夏季大会5回戦で対決。延長戦にもつれ込むも豪史の長打で勝ち越され、2-3で敗れる。
坂部西高校
読み方は「さかべにし」。七嶋3年時の夏季大会準々決勝で対決したが敗退する。

### 全国各地の高校
東横浜高校
読み方は「ひがしよこはま」。神奈川県の私立男子校。通称「東横（トーヨコ）」。野球部は全国トップレベルの強豪で、春12回 夏13回の甲子園出場、春2回 夏3回（うち春夏連覇1回）の全国優勝を果たしている。全国から有望な選手を集め、さらにエリート教育で鍛える。OBは大学、社会人、プロ球界で一大勢力となっている。モデルは横浜高校。
七嶋2年時の秋季関東大会初戦で樫野と対決し、延長戦を制して勝利を収めた。翌年度のセンバツでも優勝した。春の関東大会では浦秀に敗れており、2度目の春夏連覇を目指した甲子園では初戦で福島聖友学院に敗退した。
大渡武雄（おおわたり たけお）
神奈川・東横浜高校野球部監督。
東横浜で指揮をとって37年で、5回の全国制覇、甲子園通算49勝の実績を持つ名監督。プロでスターとなった教え子でも相対すると直立不動となるほどであり、指導者としては神に等しい存在。球威だけでなく逆算のピッチングにより打者を翻弄する頭脳的な投球術を七嶋が身に付けていることを即座に見抜いた。モデルは横浜高校元監督の渡辺元智。
米倉精三（よねくら せいぞう）
部長。
30年以上にわたって大渡を支えている。育成能力、対戦相手の分析、ノックの技術などに定評がある。関東大会の樫野戦序盤で、後藤が未熟なため七嶋がマウンドから勝負球のサインを出している事を見破った。軟式出身で無名の七嶋が全国屈指の好投手・好打者であることに気付き、自分の学校に誘えなかった事を後悔している。ノックマンの正体は知っている模様。モデルは元部長の小倉精一郎。
蝶野宗明（ちょうの むねあき）
投手。
「なに食ってんだよ」と七嶋が言う程大きな体格の持ち主で、150km/hを超える速球を武器にする。シニア時代に全国優勝の経験があり、メジャーリーグのスカウトも注目するほどの逸材。プロを目指すには強豪高校に入部し、優秀な監督・コーチから指導を受けて競争に勝つべきと考えていて、公立校の七嶋のことは競争から逃げていると思って見下している。
常翔学院高校
読み方は「じょうしょうがくいん」。茨城の強豪校で、甲子園優勝経験がある。七嶋2年の5月に樫野と練習試合をしていた模様。同年の秋季県大会を1位で勝ち上がっており、関東大会にも出場している。描写はないものの、翌年度のセンバツにも出場した際は2回戦で兼六学館に敗退している。モデルは常総学院高校。
木槌幸文（きづち ゆきふみ）
茨城・常翔学院高校野球部監督。
訛りが特徴の男性。蘭からは「天下の名将」と呼ばれており、ノックマンからも敬意を払われている。樫野との練習試合では、代打で二塁打を放ったズッキのバッティングセンスを褒めていたらしい。同年の秋季関東大会では、樫野と東横の試合を見ており、樫野に勝って欲しそうにしていた。モデルは木内幸男。
大阪杏蔭高校
読み方は「おおさかきょういん」。大阪にある関西屈指の強豪校で、春4回 夏6回の甲子園出場、うち春1回 夏2回の全国制覇を果たしている。プロへの輩出数は全国でもトップクラスであり、関西の野球少年たちの憧れの存在だが、それだけに入部してくる者はエースで4番の「オレ様選手」ばかりである。モデルは大阪桐蔭高校。
直近の近畿大会、明治神宮大会のいずれも優勝しており、七嶋新3年時のセンバツでも優勝候補筆頭とまで言われていたが、初戦で樫野に敗退した。夏の甲子園にも出場しており、準々決勝では明張北に12-1で大勝し、準決勝まで進出している。
寺門伸隆（てらかど のぶたか）
大阪・大阪杏蔭高校野球部監督。
長い下積みを経て春夏共に全国制覇を経験した人物。チームにはエースや4番だった「オレ様選手」ばかりが入ってくるため、彼らの鼻をへし折ってチームワークの大切さを教え込むのが年度初めの重要な仕事。「テラモン」の愛称で親しまれている。モデルは大阪桐蔭監督の西谷浩一。
山田慶治（やまだ けいじ）
投手。
中学時代はシニア全国ベスト4、オール大阪でエースだった経験を持ち、強気な投球が持ち味。元ボクシング日本王者の父とキックボクサーの姉を持つ。
権上力也（ごんじょう りきや）
三塁手。巨漢の超高校級選手。
シニア時代の実績は強烈なものでもなかったが、寺門に才能を見い出され1年春からベンチ入りをしていた。来た球を何も考えずに打ちにいくタイプの選手だが、それでホームランを量産してしまう能力の持ち主である。逆転サヨナラホームランを打った七嶋を悔しそうにせず素直にナイバッティンクと褒めていた。モデルは中村剛也。
帝城高校
読み方は「ていじょう」。東京にある野球強豪校で、春14回 夏15回の甲子園出場、うち春2回 夏2回の全国制覇を果たしている。入部条件として監督より背が高いことが求められるらしく、選手たちは毎食3合の米を食べているため体格がよい。関西の高校野球ファンからも比較的人気がある。モデルは帝京高校。
七嶋新3年時のセンバツ2回戦で樫野と対決したが敗退。
前川吉男（まえかわ よしお）
東京・帝城高校野球部監督。
初老の男性。帝城の指揮をとって40年で、春夏合わせて29回の甲子園出場、4回の全国制覇、甲子園通算54勝の実績を持つ名監督。奇策を多用することで有名であり、ベンチの前まで出て大きなジェスチャーで指示を出す姿はお馴染みである。徹底的な鬼の熱血指導により、無名だった帝城野球部を一代で鍛え上げてきたが、最近は真面目でおとなしい子ばかり入部してくるのが寂しいと感じている。モデルは帝京高校監督の前田三夫。
武藤拓矢（むとう たくや）
投手。
1年のときから150km/hを超える速球を投げていた。一時は調子を落としていたが、再び注目される選手となった。モデルは1年で150キロを出した帝京高校の伊藤拓郎。
兼六学館高校
読み方は「けんろくがっかん」。石川県金沢市の私立校。戦前からの歴史があり、野球部も戦前からの強豪で春夏合わせて6回の甲子園出場を果たしているが、30年以上に渡って甲子園から遠ざかっていた。再強化のために釘谷監督を招聘し、部員は100人程いたところを1学年15人の少数精鋭体制に切り替え甲子園に戻ってきた。
個々の実力は高く、雑な野球でも優勝経験のある名門校に勝利するほどであるが、釘谷監督の影響なのか我が強く素行の悪い選手が多いため、チームプレーに関する評価は高くないほか、甲子園出場校の中でも嫌われている。戦前からの歴史があることや校名など、同県の遊学館高校と類似している点があるが明確なモデルは無く、作者のオリジナルである。
七嶋新3年時のセンバツ3回戦で樫野と対決したが敗退。
釘谷康之（くぎたに やすゆき）
石川・兼六学館高校野球部監督。
現役時代は大阪千成学園の3番ショートとしてセンバツ優勝の経験を持つ。監督は二校目。兼六の監督としては徹底的なスカウト活動と少数精鋭体制で甲子園出場を果たした。しかし、9割打撃練習で細かな守備練習や部員の生活指導にはほとんど手を出さず、過去の栄光を鼻にかけ取材する記者にも横柄な態度を見せることがあるため、外からの評判はよくない。
純粋でひたむきな高校球児として振る舞う七嶋に対して「俺らと同じ臭いがプンプンする」としたが、如何なる状況でも先述の通りに振る舞い続ける七嶋を「化け猫」と評した。前の鳥取の野球部の時も強くなろうとなった時に部員の飲酒騒動ですぐ辞めたように現在の立場も腰掛け程度にしか思っておらず、成果を上げていずれは母校、千成学園の監督になりたいと考えている。しかし勝つためには手段を選ばないわけではなく、樫野に負けそうになった際には早々に諦めていた。
風谷由多加（かぜたに ゆたか）
主将。
背番号15の控え選手。他の選手たちとは違いベンチからも熱心に声援を送り続けており、我が強いがゆえに衝突しがちな選手たちのストッパー役。七嶋はそのような彼の姿を見て気にしていた。
早々に勝負を投げた釘谷から「思い出作り」として代打に送られる。結果は打ち取られたが、その際に七嶋と接触してしまい、彼の怪我を招くことになった。
苫澤大学駒小牧高校
読み方は「とまざわだいがくこまこまい」。通称「苫大駒小牧」。春3回 夏6回の甲子園出場、北海道で史上初となる全国制覇及び翌年の夏2連覇を果たした学校。香野監督が就任した当初はリーゼントの部員が多く監督は愕然としていた。
守備のバックアップといった細かいプレーを徹底して鍛えている。また高校野球の中でもトップレベルのブラスバンドの細やかさもファンの間では好評価。ただ今年は投手陣がイマイチな模様。モデルは駒大苫小牧高校。
七嶋新3年時のセンバツ準決勝で樫野と対決し、当初は七嶋を欠いた樫野から大量得点を奪ったが、七嶋の登板で逆転寸前まで追い詰められる。しかし、結果的には最終イニングで力尽きた七嶋を攻め立てて15-7で勝利を収めた。決勝では東横浜に敗北しセンバツ準優勝。
香野勲男（こうの いさお）
北海道・苫澤大学駒小牧高校野球部監督。
北海道に初の甲子園優勝をもたらし、地道な努力と細かい指導で2連覇を掴み取った人物。優勝は熱狂の後押しによるものであったと感じており、球場全体の空気の怖さを知っている。トレードマークは銀ブチのヤンキーメガネ。モデルは元駒大苫小牧元監督の香田誉士史。
薩摩示現高校
読み方は「さつまじげん」。同作者の野球漫画、クロカンにも登場している。七嶋新3年時のセンバツ出場校。試合前は坐禅を組んで黙想するのが習慣。浦和秀学を初戦で破った。名前の由来は薩摩示現流。
東翔大学相模野高校
読み方は「とうしょうだいがくさがみの」。特別枠で春季関東大会に出場した樫野が初戦で対決。燃え尽き症候群で守備のミスを連発する樫野に勝利したことがキッカケで曽我部の怒りを買い、樫野高校野球部の「眉毛戦争」を招いた。モデルは東海大相模。
花湧東高校
読み方は「はなわきひがし」。春2回 夏5回の甲子園出場を誇り、岩手初の甲子園準優勝も果たしている。部員96名。チームワークは高く、七嶋曰く「高校野球の鑑のようなチーム」とのこと。樫野とは練習試合で初対戦。モデルは花巻東高校。
七嶋3年時の甲子園では初戦で才賀を擁する東国と対決。雨の中の投手戦を制した。樫野とは準決勝で対決し、互いに中盤まで無失点の投手戦を繰り広げて延長へ突入するが、七嶋のホームランで勝ち越されて敗退した。
佐々井浩樹（ささい ひろき）
岩手・花湧東高校野球部監督。
甲子園に春2回 夏5回の出場経験があり、花湧東を準優勝に導いた。イケメンで東北弁の訛りが特徴。大きな成績を収めても謙虚な姿勢でおり、部員との関係も良好。練習試合の雰囲気から七嶋がチーム内で浮いていることを見抜いたが、試合後の振る舞いから「意外といいヤツかも」と評した。モデルは花巻東高校監督の佐々木洋。
春日裕貴（かすが ひろたか）
部長。
佐々井監督を支えて花湧東を準優勝に導いた立役者の一人。マスコミの注目度が高い。
大月翔馬（おおつき しょうま）
投手。最速160km/h近い速球を投げる。七嶋から「天然」と思われるようなプレースタイル、そして試合中でも食事のことを考えているような人物だが、チーム一丸で日本一を勝ち取ることを目標としている。モデルは大谷翔平。
3年時は七嶋・才賀と共に「高校ビッグスリー」とされており、甲子園初戦では東国との投手戦を制した。準決勝では樫野と対決し、中盤まで互いに無失点の投手戦を繰り広げて遂には160km/h超えを記録する。延長後でも殆ど球威は衰えず樫野を抑え続けていたが、13回に七嶋からソロホームランを浴びて勝ち越され敗退した。
東国高校
読み方は「とうごく」。宮城県の強豪校で、春14回 夏21回（準優勝1回）の甲子園出場を誇る東北屈指の名門校。樫野とは練習試合で対戦。モデルは東北高校。
選抜ではベスト4。七嶋3年時の甲子園では大月を擁する花湧東と初戦で対決し、雨の中で一進一退の投手戦を繰り広げるも敗退。
若原（わかはら）
宮城・東国高校野球部監督。
恰幅の良い男性。指導歴30年 甲子園30勝の成績を持つ名監督。モデルは元・東北高校元監督の若生正廣。
才賀直樹（さいが なおき）
投手。身長196cm。大阪出身。
小学生時代から有名な選手で、多彩な変化球を用いる。練習に1人だけハイエースで来るなどチーム内で浮いている。外部からも悪く思われかねない自身の立場を受け入れており、自分個人の力だけでも勝ててこそ一流選手であると思っている。プレイ、体格のモデルは東北高校で準優勝を経験したダルビッシュ有。
3年時は七嶋・大月と共に「高校ビッグスリー」とされており、甲子園初戦では花湧東と対決するも味方のエラーで勝ち越され惜敗。しかし、かつての自分の力のみを信じる考えを改めたようで、エラーした選手など他の選手達に感謝の言葉を口にしていた。
沖縄南陽高校
読み方は「おきなわなんよう」。沖縄県代表。チーム打率は高いが、それは県大会3回戦までの成績で、準々決勝以降はガクンと落ちる。そのため、変化球をマトモに打てる選手はおらず、ストレートのみを打っている。
チャンス時の「ハイサイおじさん攻撃」は一度勢いに乗ると手がつけられず、樫野も沖縄の音楽に慣れる練習を取り入れたほど。
七嶋3年時の甲子園初戦で対決し、終盤で「ハイサイおじさん攻撃」を発動したが、完封負けで終わる。
福島聖友学院高校
読み方は「ふくしませいゆうがくいん」。七嶋3年時の夏の甲子園初戦で優勝候補の東横に勝利。モデルは聖光学院高校。
名京大学名京高校
読み方は「めいきょうだいがくめいきょう」。愛知の超名門校で七嶋新3年時のセンバツにも出場していたほか、直後の夏の甲子園でも優勝候補の一つとされていたが、初戦で下五島に敗退。モデルは中京大中京高校。
天倫高校
読み方は「てんりん」。奈良県の高校。七嶋新3年時のセンバツ、直後の夏の甲子園に出場していたが、夏の甲子園では2回戦で下五島に敗退。モデルは天理高校。
下五島高校
読み方は「しもごとう」。長崎の離島から出場している高校。小柄な選手が多いが、山田監督が指揮を執ってからは徹底的に守備を鍛え、県大会では全試合1-0で勝ち上がっている。そのため、チーム打率は1割8分と低いものの、失点・防御率・失策は共にゼロを叩き出している。
七嶋3年時の夏の甲子園3回戦で樫野と対決し、得点選択のルールで序盤に先制して終盤まで樫野を0点に抑えるが、土壇場で追いつかれる。延長戦で再び勝ち越すも七嶋のホームランで追いつかれて敗退した。
山田一男（やまだ かずお）
長崎・下五島高校野球部監督。
元々は海外で活動していた。就任前の詳しい経歴については#山田一男を参照。
帰国後に下五島町からの要請を受けて下五島高校野球部の監督となり、徹底的に守備を鍛え上げて甲子園出場を果たす。
シートノックで400本前後打つほどノックの技術が高く、得点選択のルールを知っているなど野球の知識や技術はかなり高いほか、メリハリの効いた采配をする。
樫野との試合では、鉄壁の守備と豊富な知識、「全員野球」で苦しめるが、最後は覆し難い「個の力」を七嶋から感じ、万策尽きて敗退した。試合後は七嶋を褒め称え、握手を交わした。
酒井和成（さかい かずなり）
部長。
本多（ほんだ）
アンダースローの先発投手。
小柄な体格だが、それを逆手に取った山田監督からアンダースローを叩き込まれた。
大友（おおとも）
二番手投手。
江口（えぐち）
オーバースローの三番手投手。
飛騨清明高校
読み方は「ひだせいめい」。七嶋3年時の夏の甲子園初戦で錦道と対決するも敗退。ピッチャーは球速はあるものの、変化球が少なく制球も甘いため、錦道打線にストレートを狙い打ちされた模様。
巌流工業高校
読み方は「がんりゅうこうぎょう」。七嶋3年時の夏の甲子園2回戦で錦道と対決するも、14安打・10得点をあげられて敗退。
錦道高校
読み方は「きんどう」。岡山県の高校。創立は昭和初期で春夏合わせて14回の甲子園出場を誇るが、最高戦績はベスト8と勝ち上がりは悪い。選手は関西の有名校に入れなかった者たちが多いため甲子園出場で満足するなどモチベーションも低いが、自由奔放な指導方針のため保護者と部員からのウケは良い模様。モデルは関西高校。
樫野と対決するまでの甲子園3試合で44安打・2本塁打・30得点をあげており、チーム打率は4割5分のうえに選球眼も良いが、守備は緩慢。
樫野とは甲子園準々決勝で対決し、序盤は左で登板した七嶋から大量得点を奪うが、後半から左投手としての才能を開花した七嶋や樫野打線の爆発によって猛追され、9-6で逆転負けに終わった。
出来山弘司（できやま ひろし）
岡山・錦道高校野球部監督。
錦道の指揮をとって32年で、春夏合わせて9回甲子園に導いた。しかし、指導にはあまり熱心ではなく、普段はグラウンドに少し顔を出したらパチンコ屋に通っているなど趣味を優先しているため、マスコミからの評価は低いが、勝負所や球場の心の掴み方も理解しているベテラン。自身が珍しい苗字であるためか、名前の選手を起用する傾向にある。ベスト8までいったときも珍しい名字が多かったので、今年の珍名が多いチームは勝てると信じている、ギャンブラーらしく縁起をかつぐタイプ。
樫野との試合では、左で登板した七嶋から大量得点を奪ったが、後半で左投手としての才能を開花した七嶋や樫野打線の爆発で猛追され、さらには負傷などで「珍名」選手のストックも切れる不運に遭い、逆転負けに終わった。
開（ひらく）
投手。
テンポの速い投球をする。中盤まで樫野を0点に抑えていたが、「甲子園の魔物」によるプレッシャーで押し潰されてしまった。
車古（しゃこ）
二塁手。スタメンだが足をつっていたためベンチスタート。途中交代で出場するが、前の試合で完治していなかったためか、終盤の守備でで負傷退場する。
他の「珍名」選手
三塁手・塩引、遊撃手・大楽、中堅手・〆、右翼手・御着などがいる。

### 甲子園常連組
毎年春夏の甲子園大会を毎試合観戦しているグループの一つ。
通しで入場券を買っており、バックネット裏中央の良い席を確保するため4人の交代制で席取りを行っている。
七嶋はここで彼らと知り合い、甲子園（高校野球）の戦い方を知ることになる。
滝本（たきもと）
七嶋のチーム作りにおいて小林と共に影響を与えた人物。
10歳だった子供を病気で亡くし、その後離婚。意気消沈していた時に甲子園と出会い、以来30年観戦を続けている。本人曰く「下手な監督よりも甲子園を知っている」。
個人タクシーの運転手で1年間働いたお金を春と夏の甲子園大会の観戦に使っている。
ほとんど金を持たずに甲子園観戦に来た七嶋に食事をご馳走し自宅に泊め、甲子園で無名の初出場校が勝つための様々な助言をした。
小林（こばやし）
静岡の高級石材店の3代目社長。年に2,3件しか仕事がないため、春，夏，秋と全国の高校野球の試合を観て回っている。
プロ野球のスカウトとも知り合いである。
樫野高校の練習を見学した際に守備のマズさの原因を指摘、伝説のノックマンの存在を七嶋と遠藤に教えた。
トシエ
典型的な大阪のオバちゃんだが、常連だけあって野球を見る目は鋭い。七嶋の事を気に入り何度も飴をあげた。
金田（かねだ）
いつも酔っ払っているか寝ている。
七嶋が甲子園に来た当日、急に来れなくなったため、七嶋は滝本から金田の席を譲ってもらい知り合うこととなった。

### その他
伝説のノックマン
秋の県大会後に樫野高校に来た臨時コーチ。
本名は不明で神奈川出身。アメリカの大学チーム、キューバのナショナルチームやドミニカベースボールアカデミーなどでノッカーをしていたことを除いて経歴も不明。初めて樫野高校を訪ねた時に、何も言わずに神業のようなノックを見せつけ樫野の野球部員たちを驚愕させた。ノックの技術に長けているだけでなく守備全般に精通している。
表向きは七嶋の知り合いでボランティアとして指導するという形をとったが、実際のコーチ料は1ヶ月100万円と高額で、たとえ相手が高校生であっても一切スタンスを変えないビジネスライクな性格。
東横の首脳陣と面識があり、プロチームのスカウトにも存在を知られている模様。
真儀井志郎（まぎい しろう）
佐藤が七嶋に「テーピングの魔術師」として紹介した人物。センバツ準々決勝でのケガで練習すらできなくなっていた七嶋に処置を施し、次の試合で投げられるようにしてみせた。
千藤雅仁（せんどう まさひと）
元Jリーガー。フリーキックの名手として知られる選手だったが29歳で引退。愛称は「マット」。
七嶋らが地面に置いたサッカーボールを打つという練習を始めたことを聞いた遠藤の父が、いっそのこと前から飛んでくるものを打つのがいいと考え、なじみ客で失業中の彼を紹介した。
ノックマンと同様に、秘密裏に1ヶ月100万円の契約を結んで樫野野球部の練習に参加。一月後、再びサッカーで身を立てることを決意した。
茅刈久美子（かやかり くみこ）
フリーライター。取材の際に七嶋が「高校球児らしさ」を演出するために言葉を選んでいることに気づき、興味を持つようになる。
武光誠四郎（たけみつ せいしろう）
広島東洋カープ関東地区担当スカウト。小林とは知り合いで有望な選手情報を交わす間柄である。七嶋の「投球フォームを自然に修正する」天性のボディバランスを見抜き、周囲に騒がれる前から是非ともドラフトで獲得したいと目を付けていた。
ちなみに彼は三田作品の短期連載「スカウト誠四郎」の主人公であり、作品の枠を超えて登場。元プロ野球選手で内野手出身。強打者として期待は大きかったが気の優しい性格が災いしてかプロで目立った実績は残せず退団後は一般の会社で第二の人生を歩んでいたが、球団に誘われてスカウトに転進した。
影山堅司（かげやま けんじ）
千葉ロッテマリーンズ関東地区担当スカウト。七嶋のことは投手としてよりも打者としての能力を高く評価し大型内野手として期待している。
彼も「スカウト誠四郎」の登場人物で「黒影」の異名を持つ敏腕スカウト。マスコミ人気が先行する話題の選手には目もくれず、球団の現状戦力で何が不足しているかを冷静に分析し無名に近い即戦力の選手を発掘している。元々は投手として騒がれた甲子園球児であったがプロでは大成せず、早々に見切りをつけスカウトになる事を自ら望んで球団に売り込んだ異色の人材。
熊沢徹也（くまざわ てつや）
北海道日本ハムファイターズのスカウト。七嶋が球威・球速だけでなく大変したたかな頭脳的ピッチングで打者を抑えていることを見抜き、また打者としての能力にも高評価を与えドラフト1位で獲得する意欲満々である。樫野高校の躍進は曽我部によるものではないことも見抜いている。
七嶋の父親
七嶋裕之の父親で姓は「緒方」。素顔は不明。
かつては有名なラグビー選手で、社会人選手時代にケガで病院を訪れたことがキッカケで七嶋和子と知り合った。しかし、度重なるケガで社会人では大成せず、さらにはチームも解散してしまったことで夫婦仲が悪化して離婚してしまった。離婚後も元妻に度々金を無心しており、息子からは嫌われている。
現在は新しい妻と娘がいるようだが、前の家族に全く関心がないわけではなく、七嶋3年時の甲子園初戦を僅かながらも密かに観戦しており、息子がヒットを放った際には喜びのあまり立ち上がっている。

## 樫野の戦績
●樫野 5-8 ○浦和秀学
（七嶋2年 夏季県大会決勝）
○樫野 1-0 ●滑谷総合
（七嶋2年 練習試合 新チーム発足戦）
●樫野 0-9 ○聖修学園
（七嶋2年 練習試合）
○樫野 2-1 ●桶山西
（七嶋2年 練習試合）
●樫野 0-5 ○大宮西陵
（七嶋2年 練習試合）
○樫野 1-0 ●川越市立工業
（七嶋2年 秋季地区大会初戦）
○樫野 3-1 ●所沢南
（七嶋2年 秋季地区大会2回戦）
○樫野 4-0 ●春日部第一
（七嶋2年 秋季県大会2回戦）
○樫野 3-0 ●鷲峰
（七嶋2年 秋季県大会3回戦）
○樫野 ?-? ●敬習学園
（七嶋2年 秋季県大会準々決勝）
○樫野 2-1 ●浦和秀学
（七嶋2年 秋季大会準決勝）
●樫野 0-2 ○春日部章英
（七嶋2年 秋季大会決勝）
●樫野 3-4 ○東横浜
（七嶋2年 秋季関東大会初戦）
○樫野 2x-1 ●大阪杏陰
（七嶋新3年 センバツ初戦）
○樫野 3-2 ●帝城
（七嶋新3年 センバツ2回戦）
○樫野 1-0 ●兼六学館
（七嶋新3年 センバツ準々決勝）
●樫野 7-14 ○苫大駒小牧
（七嶋新3年 センバツ準決勝）
●樫野 1-2 ○花坂徳丸
（七嶋3年 春季県大会初戦）
●樫野 0-6 ○東翔大相模野
（七嶋3年 春季関東大会初戦）
△樫野 0-0 △花湧東
（七嶋3年 練習試合Aチーム）
●樫野 1-4 ○花湧東
（七嶋3年 練習試合Bチーム）
●樫野 0-7 ○東国
（七嶋3年 練習試合）
○樫野 8x-7 ●修望学園
（七嶋3年 夏季県大会2回戦）
○樫野 2-0 ●深畑青陵
（七嶋3年 夏季県大会3回戦）
○樫野 1-0 ●二郷
（七嶋3年 夏季県大会4回戦）
○樫野 3-2 ●武洋
（七嶋3年 夏季県大会5回戦）
○樫野 ?-? ●坂部西
（七嶋3年 夏季県大会準々決勝）
○樫野 ?-0 ●春日部章英
（七嶋3年 夏季県大会準決勝）
○樫野 10-9 ●浦和秀学
（七嶋3年 夏季県大会決勝）
○樫野 2-0 ●沖縄南陽
（七嶋3年 甲子園2回戦）
○樫野 3-2 ●下五島
（七嶋3年 甲子園3回戦）
○樫野 9-6 ●錦道
（七嶋3年 甲子園準々決勝）
○樫野 2-1 ●花湧東
（七嶋3年 甲子園準決勝）
●樫野 ?-? ○不明
（七嶋3年 甲子園決勝）

## 用語
1000万円
七嶋がトクさんから託された大金。部内でその存在を知っているのは七嶋と遠藤だけである。もともとは樫野高校が甲子園出場を決めた際に応援団を送るために寄付するつもりで貯められたお金だった。七嶋は甲子園出場まで決して手をつけないと決心し樫野高校のグラウンドに埋めたが、夏の甲子園大会を観戦するため交通費が必要となり手をつけてしまう。以後、チーム強化のために使われることとなる。
砂の栄冠
樫野高校野球部オリジナル応援曲の名称。高校野球ファンに好かれるチームにするためには独自の曲による応援が必要という考えから、七嶋が唐木に作曲を依頼した。1000万円をグラウンドの砂に埋めたことと、全国高等学校野球大会の歌「栄冠は君に輝く」が七嶋の頭に浮かび、このように命名された。
宇宙空間
滝本が七嶋に教えた概念のひとつ。球場の観客全体が一方のチームを勝たせたいという気持ちになれば、球場にひとつの「宇宙空間」が出来上がる。
ちぎっちゃ投げ投法
センバツ後に七嶋が金子に勧めた投法。紙つぶてを次々と投げるイメージで大きすぎる動きを小さくするもの。
かつて『クロカン』に登場したもので、そちらでは、何も考えることもなく実際に濡れた新聞紙を投げ続けるトレーニングを行っていた。七嶋はこの投法について「どこかで見て覚えたものだが忘れた」と述べた。
眉毛戦争
春季関東大会での惨敗の直後に曽我部が怒りにまかせて長時間の説教をし、締まりがなかったチームをさらに白けさせるものとなった。その翌日に主将の郡が眉毛を細く整えて部活に顔を出し、多くの部員が追従した。
その結果、すでに甲子園出場を叶えてしまったためにこれからはのんびりと野球をやろうという「細眉派」（郡派）と、トクさんを甲子園に連れて行けなかったためにさらに夏の甲子園を目指す七嶋や彼と共に厳しい練習をこなす「太眉派」（七嶋派）で分かれる事態に。
かねてから七嶋のリーダーシップを買っている中村コーチと、七嶋を主将から降ろしたものの大会で負け続けるわけにはいかない曽我部の方針が合致し、郡と七嶋の両者を立てることにしたが、派閥間ではよそよそしささえ漂っていた。再び甲子園出場となったときにチーム全体の分裂状態は自然と解消されていたが、郡は度々七嶋に喰ってかかることが続いている。

## 単行本
1. 2010年12月6日発売 ISBN 978-4063619775
2. 2011年1月6日発売 ISBN 978-4063619850
3. 2011年3月4日発売 ISBN 978-4063820102
4. 2011年6月6日発売 ISBN 978-4063820409
5. 2011年8月6日発売 ISBN 978-4063820638
6. 2011年11月4日発売 ISBN 978-4063821017
7. 2012年3月6日発売 ISBN 978-4063821475
8. 2012年4月6日発売 ISBN 978-4063821567
9. 2012年8月6日発売 ISBN 978-4063821932
10. 2012年11月22日発売 ISBN 978-4063822359
11. 2013年3月6日発売 ISBN 978-4063822731
12. 2013年4月5日発売 ISBN 978-4063822823
13. 2013年7月5日発売 ISBN 978-4063823172
14. 2013年8月6日発売 ISBN 978-4063823363
15. 2013年11月6日発売 ISBN 978-4063823707
16. 2014年3月6日発売 ISBN 978-4063824292
17. 2014年4月4日発売 ISBN 978-4063824483
18. 2014年7月4日発売 ISBN 978-4063824841
19. 2014年8月6日発売 ISBN 978-4063824988

## ムービーコミック
2014年3月10日よりスマートフォン向けのアプリ「UULA」にて漫画に音声や特殊効果を加えたムービーコミックが、全36話配信された。
キャスト
- 七嶋裕之：沢城千春
- 遠藤欄：七瀬亜深
- トクさん：佐々健太
- 曽我部公俊：近藤浩徳
- 新川千晶：千葉泉

主題歌
- 東京女子流『頑張って いつだって 信じてる』